# Hronec
Hronec (Hongaars: Kisgaram) is een Slowaakse gemeente in de regio Banská Bystrica, en maakt deel uit van het district Brezno.
Hronec telt 1.176 inwoners.
Bacúch · Beňuš · Braväcovo · Brezno (hoofdstad) · Bystrá · Čierny Balog · Dolná Lehota · Drábsko · Heľpa · Horná Lehota · Hronec · Jasenie · Lom nad Rimavicou · Michalová · Mýto pod Ďumbierom · Nemecká · Osrblie · Podbrezová · Pohorelá · Pohronská Polhora · Polomka · Predajná · Sihla · Šumiac · Telgárt · Valaská · Vaľkovňa · Závadka nad Hronom